# Associazione nazionale circoli cinematografici italiani
L'Associazione nazionale circoli cinematografici italiani, anche conosciuta con l'acronimo ANCCI, è una associazione non a scopo di lucro volta alla divulgazione della cultura cinematografica, nata nel 1973 all'interno della Associazione cattolica esercenti cinema (ACEC).
L'organizzazione è una delle 9 associazioni culturali senza scopo di lucro riconosciute a livello nazionale dal Ministero dei beni e delle attività culturali e del turismo – Direzione generale per il cinema nata all'interno del movimento dei Cine Club.